# Polyrhachis edwardi
Polyrhachis edwardi é uma espécie de formiga do gênero Polyrhachis, pertencente à subfamília Formicinae.